# バレーボール2017/18VチャレンジリーグII
バレーボール2017/18VチャレンジリーグII（バレーボール 2017/18 ブイチャレンジリーグ ツゥー）は、2017年11月4日から2018年2月25日まで行われたV・チャレンジリーグIIの大会である。今シーズンは準加盟チーム男子2チームが増えて、男子は10チームで優勝を競った。男子は来シーズンからV.LEAGUEV3リーグ移行し、女子はV2リーグに合流するため最後のV・チャレンジリーグIIとなる。V・チャレンジリーグIとのV・チャレンジリーグ入替戦は実施されない。男子大会はヴォレアス北海道が初優勝を果たし、女子大会は群馬銀行グリーンウイングスが初優勝を遂げた。

## 概要

### 日程
- 男子：2017年11月18日 - 2018年2月25日
- 女子：2017年11月4日 - 2018年2月17日

### 前回からの変更点
- 男子参加チーム数が10になったことに伴い、昨年までの8チーム×3回戦総当たりから10チーム×2回戦総当たりに変更された。
- 技術統計の計算方法変更[4]

次の計算式により計算するよう改められた。
サーブ効果率 = （サービスエース×100+効果×25-サーブ失点×25）÷打数
サーブレシーブ成功率 = （Aパス×100+Bパス×50）÷受け数

### キャッチコピー
選考委員会にて、「未来へつなげ！」に決定した。

### オフィシャルサポーター
昨年に引き続き上野優華がオフィシャルサポーターを務めた。

## 男子

### 参加チーム
| 前回順位 | チーム名                           | 備考                   |
| -------- | ---------------------------------- | ---------------------- |
| 1        | 東京ヴェルディ                     |                        |
| 2        | きんでんトリニティーブリッツ       |                        |
| 3        | 近畿クラブスフィーダ               |                        |
| 4        | 長野GaRons                         | 準加盟チーム           |
| 5        | 千葉ゼルバ                         | 準加盟チーム           |
| 6        | 兵庫デルフィーノ                   |                        |
| 7        | 奈良NBKドリーマーズ                | 準加盟チーム           |
| 8        | 東京トヨペット・グリーンスパークル |                        |
| -        | ヴォレアス北海道                   | 準加盟チーム、新規参入 |
| -        | ヴィアティン三重                   | 準加盟チーム、新規参入 |

### 1Leg
赤字はホームチーム。
| #701 | 2017年11月18日 13:00 |                                |                                       |                                                        |                                                              |
| #701 | 2017年11月18日 13:00 | 長野GaRons （通算ポイント：3） | 3 - 1 (25-23) (25-10) (23-25) (25-15) | 東京トヨペット・グリーンスパークル （通算ポイント：0） | 鷹栖町総合体育館 観客数: 767人 主審: 上総向貴 副審: 佐藤美里 |
| #701 | 2017年11月18日 13:00 |                                |                                       |                                                        | 鷹栖町総合体育館 観客数: 767人 主審: 上総向貴 副審: 佐藤美里 |

| #702 | 2017年11月18日 15:50 |                                      |                       |                                                  |                                                              |
| #702 | 2017年11月18日 15:50 | ヴォレアス北海道 （通算ポイント：3） | 3 - 0 (25-22) (28-26) | きんでんトリニティーブリッツ （通算ポイント：0） | 鷹栖町総合体育館 観客数: 841人 主審: 早坂行博 副審: 大塚健之 |
| #702 | 2017年11月18日 15:50 |                                      |                       |                                                  | 鷹栖町総合体育館 観客数: 841人 主審: 早坂行博 副審: 大塚健之 |

| #703 | 2017年11月18日 11:00 |                                          |                                       |                                      |                                                                         |
| #703 | 2017年11月18日 11:00 | 近畿クラブスフィーダ （通算ポイント：3） | 3 - 1 (26-28) (25-18) (25-20) (25-22) | 兵庫デルフィーノ （通算ポイント：0） | 日野市市民の森ふれあいホール 観客数: 70人 主審: 古川浩洋 副審: 及川千春 |
| #703 | 2017年11月18日 11:00 |                                          |                                       |                                      | 日野市市民の森ふれあいホール 観客数: 70人 主審: 古川浩洋 副審: 及川千春 |

| #704 | 2017年11月18日 14:00 |                                |                               |                                         |                                                                         |
| #704 | 2017年11月18日 14:00 | 千葉ゼルバ （通算ポイント：3） | 3 - 0 (25-16) (25-20) (30-28) | 奈良NBKドリーマーズ （通算ポイント：0） | 日野市市民の森ふれあいホール 観客数: 79人 主審: 関野智史 副審: 饗庭和恵 |
| #704 | 2017年11月18日 14:00 |                                |                               |                                         | 日野市市民の森ふれあいホール 観客数: 79人 主審: 関野智史 副審: 饗庭和恵 |

| #705 | 2017年11月18日 16:05 |                                    |                                               |                                      |                                                                            |
| #705 | 2017年11月18日 16:05 | 東京ヴェルディ （通算ポイント：2） | 3 - 2 (16-25) (18-25) (25-19) (25-18) (15-12) | ヴィアティン三重 （通算ポイント：1） | 日野市市民の森ふれあいホール 観客数: 124人 主審: 新田浩幸 副審: 川久保敬規 |
| #705 | 2017年11月18日 16:05 |                                    |                                               |                                      | 日野市市民の森ふれあいホール 観客数: 124人 主審: 新田浩幸 副審: 川久保敬規 |

| #706 | 2017年11月19日 12:00 |                                                  |                               |                                |                                                              |
| #706 | 2017年11月19日 12:00 | きんでんトリニティーブリッツ （通算ポイント：3） | 3 - 0 (25-18) (25-21) (25-18) | 長野GaRons （通算ポイント：3） | 鷹栖町総合体育館 観客数: 472人 主審: 大塚健之 副審: 佐藤美里 |
| #706 | 2017年11月19日 12:00 |                                                  |                               |                                | 鷹栖町総合体育館 観客数: 472人 主審: 大塚健之 副審: 佐藤美里 |

| #707 | 2017年11月19日 14:25 |                                      |                               |                                                        |                                                                |
| #707 | 2017年11月19日 14:25 | ヴォレアス北海道 （通算ポイント：6） | 3 - 0 (25-21) (25-14) (25-18) | 東京トヨペット・グリーンスパークル （通算ポイント：0） | 鷹栖町総合体育館 観客数: 1,092人 主審: 早坂行博 副審: 上総向貴 |
| #707 | 2017年11月19日 14:25 |                                      |                               |                                                        | 鷹栖町総合体育館 観客数: 1,092人 主審: 早坂行博 副審: 上総向貴 |

| #708 | 2017年11月19日 11:00 |                                          |                               |                                      |                                                                          |
| #708 | 2017年11月19日 11:00 | 近畿クラブスフィーダ （通算ポイント：3） | 0 - 3 (19-25) (20-25) (18-25) | ヴィアティン三重 （通算ポイント：4） | 日野市市民の森ふれあいホール 観客数: 105人 主審: 勝又禎蔵 副審: 及川千春 |
| #708 | 2017年11月19日 11:00 |                                          |                               |                                      | 日野市市民の森ふれあいホール 観客数: 105人 主審: 勝又禎蔵 副審: 及川千春 |

| #709 | 2017年11月19日 13:00 |                                |                                              |                                      |                                                                        |
| #709 | 2017年11月19日 13:00 | 千葉ゼルバ （通算ポイント：5） | 3 - 2 (25-23) (21-25) (25-18) (21-25) (15-6) | 兵庫デルフィーノ （通算ポイント：1） | 日野市市民の森ふれあいホール 観客数: 100人 主審: 仲博史 副審: 古川浩洋 |
| #709 | 2017年11月19日 13:00 |                                |                                              |                                      | 日野市市民の森ふれあいホール 観客数: 100人 主審: 仲博史 副審: 古川浩洋 |

| #710 | 2017年11月19日 15:45 |                                    |                               |                                         |                                                                            |
| #710 | 2017年11月19日 15:45 | 東京ヴェルディ （通算ポイント：5） | 3 - 0 (25-20) (25-19) (25-22) | 奈良NBKドリーマーズ （通算ポイント：0） | 日野市市民の森ふれあいホール 観客数: 132人 主審: 新田浩幸 副審: 森山真理子 |
| #710 | 2017年11月19日 15:45 |                                    |                               |                                         | 日野市市民の森ふれあいホール 観客数: 132人 主審: 新田浩幸 副審: 森山真理子 |

| #711 | 2017年11月25日 13:00 |                                    |                       |                                |                                                              |
| #711 | 2017年11月25日 13:00 | 東京ヴェルディ （通算ポイント：8） | 3 - 0 (25-21) (25-23) | 千葉ゼルバ （通算ポイント：5） | 須坂市市民体育館 観客数: 380人 主審: 中島俊昌 副審: 木下智宏 |
| #711 | 2017年11月25日 13:00 |                                    |                       |                                | 須坂市市民体育館 観客数: 380人 主審: 中島俊昌 副審: 木下智宏 |

| #712 | 2017年11月25日 15:15 |                                |                               |                                      |                                                            |
| #712 | 2017年11月25日 15:15 | 長野GaRons （通算ポイント：3） | 0 - 3 (18-25) (20-25) (22-25) | ヴォレアス北海道 （通算ポイント：9） | 須坂市市民体育館 観客数: 520人 主審: 渡邉一史 副審: 林康彦 |
| #712 | 2017年11月25日 15:15 |                                |                               |                                      | 須坂市市民体育館 観客数: 520人 主審: 渡邉一史 副審: 林康彦 |

| #713 | 2017年11月25日 13:00 |                                          |                                              |                                         |                                                                    |
| #713 | 2017年11月25日 13:00 | 近畿クラブスフィーダ （通算ポイント：5） | 3 - 2 (25-20) (16-25) (22-25) (25-19) (15-6) | 奈良NBKドリーマーズ （通算ポイント：1） | 西脇市総合市民センター 観客数: 230人 主審: 長堂篤史 副審: 木村圭介 |
| #713 | 2017年11月25日 13:00 |                                          |                                              |                                         | 西脇市総合市民センター 観客数: 230人 主審: 長堂篤史 副審: 木村圭介 |

| #714 | 2017年11月25日 15:45 |                                      |                       |                                                  |                                                   |
| #714 | 2017年11月25日 15:45 | 兵庫デルフィーノ （通算ポイント：1） | 0 - 3 (16-25) (17-25) | きんでんトリニティーブリッツ （通算ポイント：6） | 西脇市総合市民センター 観客数: 350人 主審: 本間明 |
| #714 | 2017年11月25日 15:45 |                                      |                       |                                                  | 西脇市総合市民センター 観客数: 350人 主審: 本間明 |

| #715 | 2017年11月26日 12:00 |                                    |                                              |                                       |                                                              |
| #715 | 2017年11月26日 12:00 | 東京ヴェルディ （通算ポイント：9） | 2 - 3 (25-21) (22-25) (18-25) (25-23) (6-15) | ヴォレアス北海道 （通算ポイント：11） | 須坂市市民体育館 観客数: 385人 主審: 中島俊昌 副審: 木下智宏 |
| #715 | 2017年11月26日 12:00 |                                    |                                              |                                       | 須坂市市民体育館 観客数: 385人 主審: 中島俊昌 副審: 木下智宏 |

| #716 | 2017年11月26日 14:45 |                                |                                       |                                |                                                            |
| #716 | 2017年11月26日 14:45 | 長野GaRons （通算ポイント：3） | 1 - 3 (26-24) (21-25) (19-25) (20-25) | 千葉ゼルバ （通算ポイント：8） | 須坂市市民体育館 観客数: 553人 主審: 渡邉一史 副審: 林康彦 |
| #716 | 2017年11月26日 14:45 |                                |                                       |                                | 須坂市市民体育館 観客数: 553人 主審: 渡邉一史 副審: 林康彦 |

| #717 | 2017年11月26日 12:00 |                                                  |                                       |                                          |                                                                    |
| #717 | 2017年11月26日 12:00 | きんでんトリニティーブリッツ （通算ポイント：9） | 3 - 1 (25-21) (24-26) (25-22) (25-17) | 近畿クラブスフィーダ （通算ポイント：5） | 西脇市総合市民センター 観客数: 240人 主審: 長堂篤史 副審: 木村圭介 |
| #717 | 2017年11月26日 12:00 |                                                  |                                       |                                          | 西脇市総合市民センター 観客数: 240人 主審: 長堂篤史 副審: 木村圭介 |

| #718 | 2017年11月26日 14:30 |                                      |                               |                                         |                                                                  |
| #718 | 2017年11月26日 14:30 | 兵庫デルフィーノ （通算ポイント：1） | 1 - 3 (18-25) (25-23) (25-27) | 奈良NBKドリーマーズ （通算ポイント：4） | 西脇市総合市民センター 観客数: 380人 主審: 本間明 副審: 前田恭宏 |
| #718 | 2017年11月26日 14:30 |                                      |                               |                                         | 西脇市総合市民センター 観客数: 380人 主審: 本間明 副審: 前田恭宏 |

| #719 | 2017年12月2日 13:00 |                                                   |                               |                                      |                                                         |
| #719 | 2017年12月2日 13:00 | きんでんトリニティーブリッツ （通算ポイント：12） | 3 - 0 (25-21) (25-23) (25-21) | ヴィアティン三重 （通算ポイント：4） | JFE体育館 観客数: 150人 主審: 小田川倫之 副審: 藤原信一 |
| #719 | 2017年12月2日 13:00 |                                                   |                               |                                      | JFE体育館 観客数: 150人 主審: 小田川倫之 副審: 藤原信一 |

| #720 | 2017年12月2日 15:00 |                                |                                       |                                       |                                                       |
| #720 | 2017年12月2日 15:00 | 千葉ゼルバ （通算ポイント：9） | 2 - 3 (18-25) (24-26) (25-22) (13-15) | ヴォレアス北海道 （通算ポイント：13） | JFE体育館 観客数: 150人 主審: 松延亮一 副審: 山内大右 |
| #720 | 2017年12月2日 15:00 |                                |                                       |                                       | JFE体育館 観客数: 150人 主審: 松延亮一 副審: 山内大右 |

| #721 | 2017年12月2日 13:00 |                                |                               |                                      |                                                          |
| #721 | 2017年12月2日 13:00 | 長野GaRons （通算ポイント：6） | 3 - 0 (25-16) (25-17) (26-24) | 兵庫デルフィーノ （通算ポイント：1） | 上板橋体育館 観客数: 190人 主審: 小瀧健二 副審: 関野智史 |
| #721 | 2017年12月2日 13:00 |                                |                               |                                      | 上板橋体育館 観客数: 190人 主審: 小瀧健二 副審: 関野智史 |

| #722 | 2017年12月2日 15:05 |                                                        |                               |                                     |                                                          |
| #722 | 2017年12月2日 15:05 | 東京トヨペット・グリーンスパークル （通算ポイント：0） | 0 - 3 (21-25) (15-25) (21-25) | 東京ヴェルディ （通算ポイント：12） | 上板橋体育館 観客数: 220人 主審: 正岡卓 副審: 森山真理子 |
| #722 | 2017年12月2日 15:05 |                                                        |                               |                                     | 上板橋体育館 観客数: 220人 主審: 正岡卓 副審: 森山真理子 |

| #723 | 2017年12月3日 12:00 |                                       |                                       |                                      |                                                         |
| #723 | 2017年12月3日 12:00 | ヴォレアス北海道 （通算ポイント：16） | 3 - 1 (20-25) (25-14) (25-16) (25-21) | ヴィアティン三重 （通算ポイント：4） | JFE体育館 観客数: 120人 主審: 小笠原孝文 副審: 藤原信一 |
| #723 | 2017年12月3日 12:00 |                                       |                                       |                                      | JFE体育館 観客数: 120人 主審: 小笠原孝文 副審: 藤原信一 |

| #724 | 2017年12月3日 14:10 |                                 |                                              |                                                   |                                                       |
| #724 | 2017年12月3日 14:10 | 千葉ゼルバ （通算ポイント：11） | 3 - 2 (25-21) (25-23) (19-25) (24-26) (15-8) | きんでんトリニティーブリッツ （通算ポイント：13） | JFE体育館 観客数: 150人 主審: 松延亮一 副審: 山内大右 |
| #724 | 2017年12月3日 14:10 |                                 |                                              |                                                   | JFE体育館 観客数: 150人 主審: 松延亮一 副審: 山内大右 |

| #725 | 2017年12月3日 12:00 |                                     |                               |                                |                                                        |
| #725 | 2017年12月3日 12:00 | 東京ヴェルディ （通算ポイント：12） | 0 - 3 (23-25) (22-25) (29-31) | 長野GaRons （通算ポイント：9） | 上板橋体育館 観客数: 210人 主審: 正岡卓 副審: 江藤幸恵 |
| #725 | 2017年12月3日 12:00 |                                     |                               |                                | 上板橋体育館 観客数: 210人 主審: 正岡卓 副審: 江藤幸恵 |

| #726 | 2017年12月3日 14:20 |                                                        |                                       |                                      |                                                          |
| #726 | 2017年12月3日 14:20 | 東京トヨペット・グリーンスパークル （通算ポイント：0） | 1 - 3 (21-25) (16-25) (25-18) (19-25) | 兵庫デルフィーノ （通算ポイント：4） | 上板橋体育館 観客数: 170人 主審: 小瀧健二 副審: 虎澤吉剛 |
| #726 | 2017年12月3日 14:20 |                                                        |                                       |                                      | 上板橋体育館 観客数: 170人 主審: 小瀧健二 副審: 虎澤吉剛 |

| #727 | 2017年12月9日 13:00 |                                          |                                       |                                |                                                           |
| #727 | 2017年12月9日 13:00 | 近畿クラブスフィーダ （通算ポイント：8） | 3 - 1 (31-29) (24-26) (25-11) (25-19) | 長野GaRons （通算ポイント：9） | AGF鈴鹿体育館 観客数: 777人 主審: 森西基雄 副審: 渡邊正則 |
| #727 | 2017年12月9日 13:00 |                                          |                                       |                                | AGF鈴鹿体育館 観客数: 777人 主審: 森西基雄 副審: 渡邊正則 |

| #728 | 2017年12月9日 15:26 |                                      |                               |                                 |                                                         |
| #728 | 2017年12月9日 15:26 | ヴィアティン三重 （通算ポイント：7） | 3 - 1 (20-25) (25-14) (25-22) | 千葉ゼルバ （通算ポイント：11） | AGF鈴鹿体育館 観客数: 777人 主審: 岡谷仁 副審: 並木智香 |
| #728 | 2017年12月9日 15:26 |                                      |                               |                                 | AGF鈴鹿体育館 観客数: 777人 主審: 岡谷仁 副審: 並木智香 |

| #729 | 2017年12月9日 11:00 |                                     |                               |                                      |                                                                |
| #729 | 2017年12月9日 11:00 | 東京ヴェルディ （通算ポイント：12） | 1 - 3 (22-25) (25-20) (18-25) | 兵庫デルフィーノ （通算ポイント：7） | 芝運動公園総合体育館 観客数: 200人 主審: 岡田崇 副審: 上村英紀 |
| #729 | 2017年12月9日 11:00 |                                     |                               |                                      | 芝運動公園総合体育館 観客数: 200人 主審: 岡田崇 副審: 上村英紀 |

| #730 | 2017年12月9日 13:26 |                                         |                               |                                       |                                                                    |
| #730 | 2017年12月9日 13:26 | 奈良NBKドリーマーズ （通算ポイント：4） | 0 - 3 (12-25) (21-25) (14-25) | ヴォレアス北海道 （通算ポイント：19） | 芝運動公園総合体育館 観客数: 200人 主審: 上土谷政高 副審: 宮田裕記 |
| #730 | 2017年12月9日 13:26 |                                         |                               |                                       | 芝運動公園総合体育館 観客数: 200人 主審: 上土谷政高 副審: 宮田裕記 |

| #731 | 2017年12月9日 15:15 |                                                   |                               |                                                        |                                                              |
| #731 | 2017年12月9日 15:15 | きんでんトリニティーブリッツ （通算ポイント：16） | 3 - 0 (25-16) (25-23) (25-17) | 東京トヨペット・グリーンスパークル （通算ポイント：0） | 芝運動公園総合体育館 観客数: 200人 主審: 沢田元 副審: 中口岳 |
| #731 | 2017年12月9日 15:15 |                                                   |                               |                                                        | 芝運動公園総合体育館 観客数: 200人 主審: 沢田元 副審: 中口岳 |

| #732 | 2017年12月10日 12:00 |                                           |                       |                                 |                                                            |
| #732 | 2017年12月10日 12:00 | 近畿クラブスフィーダ （通算ポイント：11） | 3 - 0 (25-20) (25-21) | 千葉ゼルバ （通算ポイント：11） | 津市一志体育館 観客数: 480人 主審: 渡邊正則 副審: 神原圭吾 |
| #732 | 2017年12月10日 12:00 |                                           |                       |                                 | 津市一志体育館 観客数: 480人 主審: 渡邊正則 副審: 神原圭吾 |

| #733 | 2017年12月10日 14:06 |                                      |                                               |                                 |                                                          |
| #733 | 2017年12月10日 14:06 | ヴィアティン三重 （通算ポイント：8） | 2 - 3 (26-28) (21-25) (28-26) (25-14) (11-15) | 長野GaRons （通算ポイント：11） | 津市一志体育館 観客数: 550人 主審: 岡谷仁 副審: 並木智香 |
| #733 | 2017年12月10日 14:06 |                                      |                                               |                                 | 津市一志体育館 観客数: 550人 主審: 岡谷仁 副審: 並木智香 |

| #734 | 2017年12月10日 11:00 |                                      |                               |                                       |                                                              |
| #734 | 2017年12月10日 11:00 | 兵庫デルフィーノ （通算ポイント：7） | 0 - 3 (21-25) (16-25) (21-25) | ヴォレアス北海道 （通算ポイント：22） | 芝運動公園総合体育館 観客数: 180人 主審: 岡田崇 副審: 澤賢治 |
| #734 | 2017年12月10日 11:00 |                                      |                               |                                       | 芝運動公園総合体育館 観客数: 180人 主審: 岡田崇 副審: 澤賢治 |

| #735 | 2017年12月10日 13:00 |                                         |                                       |                                                        |                                                              |
| #735 | 2017年12月10日 13:00 | 奈良NBKドリーマーズ （通算ポイント：7） | 3 - 1 (26-28) (25-14) (25-22) (25-15) | 東京トヨペット・グリーンスパークル （通算ポイント：0） | 芝運動公園総合体育館 観客数: 200人 主審: 沢田元 副審: 中口岳 |
| #735 | 2017年12月10日 13:00 |                                         |                                       |                                                        | 芝運動公園総合体育館 観客数: 200人 主審: 沢田元 副審: 中口岳 |

| #736 | 2017年12月10日 15:30 |                                                   |                               |                                     |                                                                    |
| #736 | 2017年12月10日 15:30 | きんでんトリニティーブリッツ （通算ポイント：19） | 3 - 0 (25-18) (25-20) (25-18) | 東京ヴェルディ （通算ポイント：12） | 芝運動公園総合体育館 観客数: 200人 主審: 上土谷政高 副審: 竹川貴之 |
| #736 | 2017年12月10日 15:30 |                                                   |                               |                                     | 芝運動公園総合体育館 観客数: 200人 主審: 上土谷政高 副審: 竹川貴之 |

### 2Leg
赤字はホームチーム。
この日の試合はセントラル形式で行われた。
| #737 | 2018年1月7日 11:00 |                                           |                                               |                                       |                                                                      |
| #737 | 2018年1月7日 11:00 | 近畿クラブスフィーダ （通算ポイント：12） | 2 - 3 (25-22) (21-25) (25-22) (21-25) (12-15) | ヴォレアス北海道 （通算ポイント：24） | 近畿大学記念会館・別館 観客数: 229人 主審: 上土谷政高 副審: 八木俊樹 |
| #737 | 2018年1月7日 11:00 |                                           |                                               |                                       | 近畿大学記念会館・別館 観客数: 229人 主審: 上土谷政高 副審: 八木俊樹 |

| #738 | 2018年1月7日 13:40 |                                 |                                       |                                                        |                                                                    |
| #738 | 2018年1月7日 13:40 | 千葉ゼルバ （通算ポイント：14） | 3 - 1 (25-27) (25-16) (28-26) (25-20) | 東京トヨペット・グリーンスパークル （通算ポイント：0） | 近畿大学記念会館・別館 観客数: 170人 主審: 佐伯昌昭 副審: 山口岳夫 |
| #738 | 2018年1月7日 13:40 |                                 |                                       |                                                        | 近畿大学記念会館・別館 観客数: 170人 主審: 佐伯昌昭 副審: 山口岳夫 |

| #739 | 2018年1月7日 16:05 |                                         |                                               |                                       |                                                                  |
| #739 | 2018年1月7日 16:05 | 奈良NBKドリーマーズ （通算ポイント：8） | 2 - 3 (17-25) (25-22) (25-21) (16-25) (12-15) | ヴィアティン三重 （通算ポイント：10） | 近畿大学記念会館・別館 観客数: 100人 主審: 沢田元 副審: 川合加織 |
| #739 | 2018年1月7日 16:05 |                                         |                                               |                                       | 近畿大学記念会館・別館 観客数: 100人 主審: 沢田元 副審: 川合加織 |

この日の試合はセントラル形式で行われた。
| #740 | 2018年1月8日 10:00 |                                           |                       |                                     |                                                                    |
| #740 | 2018年1月8日 10:00 | 近畿クラブスフィーダ （通算ポイント：15） | 3 - 0 (25-19) (25-23) | 東京ヴェルディ （通算ポイント：12） | 近畿大学記念会館・別館 観客数: 265人 主審: 上土谷政高 副審: 丸田洋 |
| #740 | 2018年1月8日 10:00 |                                           |                       |                                     | 近畿大学記念会館・別館 観客数: 265人 主審: 上土谷政高 副審: 丸田洋 |

| #741 | 2018年1月8日 12:00 |                                 |                               |                                          |                                                                  |
| #741 | 2018年1月8日 12:00 | 長野GaRons （通算ポイント：11） | 0 - 3 (17-25) (22-25) (23-25) | 奈良NBKドリーマーズ （通算ポイント：11） | 近畿大学記念会館・別館 観客数: 150人 主審: 沢田元 副審: 岩井好恵 |
| #741 | 2018年1月8日 12:00 |                                 |                               |                                          | 近畿大学記念会館・別館 観客数: 150人 主審: 沢田元 副審: 岩井好恵 |

| #742 | 2018年1月8日 14:00 |                                      |                               |                                       |                                                                    |
| #742 | 2018年1月8日 14:00 | 兵庫デルフィーノ （通算ポイント：7） | 0 - 3 (18-25) (15-25) (21-25) | ヴィアティン三重 （通算ポイント：13） | 近畿大学記念会館・別館 観客数: 170人 主審: 佐伯昌昭 副審: 市川智子 |
| #742 | 2018年1月8日 14:00 |                                      |                               |                                       | 近畿大学記念会館・別館 観客数: 170人 主審: 佐伯昌昭 副審: 市川智子 |

| #743 | 2018年1月13日 13:00 |                                                   |                                       |                                          |                                                                    |
| #743 | 2018年1月13日 13:00 | きんでんトリニティーブリッツ （通算ポイント：22） | 3 - 1 (26-24) (25-22) (29-31) (25-19) | 奈良NBKドリーマーズ （通算ポイント：11） | 四日市市中央緑地体育館 観客数: 605人 主審: 森西基雄 副審: 渡邊正則 |
| #743 | 2018年1月13日 13:00 |                                                   |                                       |                                          | 四日市市中央緑地体育館 観客数: 605人 主審: 森西基雄 副審: 渡邊正則 |

| #744 | 2018年1月13日 15:40 |                                       |                               |                                                        |                                                                  |
| #744 | 2018年1月13日 15:40 | ヴィアティン三重 （通算ポイント：16） | 3 - 0 (25-13) (29-27) (25-16) | 東京トヨペット・グリーンスパークル （通算ポイント：0） | 四日市市中央緑地体育館 観客数: 605人 主審: 岡田崇 副審: 神原圭吾 |
| #744 | 2018年1月13日 15:40 |                                       |                               |                                                        | 四日市市中央緑地体育館 観客数: 605人 主審: 岡田崇 副審: 神原圭吾 |

| #745 | 2018年1月14日 12:00 |                                           |                               |                                                        |                                                                    |
| #745 | 2018年1月14日 12:00 | 近畿クラブスフィーダ （通算ポイント：18） | 3 - 0 (25-18) (32-30) (25-23) | 東京トヨペット・グリーンスパークル （通算ポイント：0） | 四日市市中央緑地体育館 観客数: 613人 主審: 森西基雄 副審: 渡邊正則 |
| #745 | 2018年1月14日 12:00 |                                           |                               |                                                        | 四日市市中央緑地体育館 観客数: 613人 主審: 森西基雄 副審: 渡邊正則 |

| #746 | 2018年1月14日 14:00 |                                       |                                              |                                                   |                                                                  |
| #746 | 2018年1月14日 14:00 | ヴィアティン三重 （通算ポイント：17） | 2 - 3 (23-25) (28-26) (25-22) (25-27) (9-15) | きんでんトリニティーブリッツ （通算ポイント：24） | 四日市市中央緑地体育館 観客数: 623人 主審: 岡田崇 副審: 神原圭吾 |
| #746 | 2018年1月14日 14:00 |                                       |                                              |                                                   | 四日市市中央緑地体育館 観客数: 623人 主審: 岡田崇 副審: 神原圭吾 |

| #747 | 2018年1月20日 14:00 |                                     |                                               |                                 |                                                              |
| #747 | 2018年1月20日 14:00 | 東京ヴェルディ （通算ポイント：14） | 3 - 2 (17-25) (25-22) (25-20) (29-31) (15-11) | 千葉ゼルバ （通算ポイント：15） | 東川小学校体育館 観客数: 480人 主審: 大塚健之 副審: 小瀧健二 |
| #747 | 2018年1月20日 14:00 |                                     |                                               |                                 | 東川小学校体育館 観客数: 480人 主審: 大塚健之 副審: 小瀧健二 |

| #748 | 2018年1月20日 17:05 |                                       |                                               |                                       |                                                              |
| #748 | 2018年1月20日 17:05 | ヴォレアス北海道 （通算ポイント：25） | 2 - 3 (21-25) (25-21) (23-25) (25-22) (13-15) | ヴィアティン三重 （通算ポイント：19） | 東川小学校体育館 観客数: 710人 主審: 浜野陽一 副審: 川崎尚子 |
| #748 | 2018年1月20日 17:05 |                                       |                                               |                                       | 東川小学校体育館 観客数: 710人 主審: 浜野陽一 副審: 川崎尚子 |

| #749 | 2018年1月20日 13:00 |                                           |                               |                                                        |                                                        |
| #749 | 2018年1月20日 13:00 | 近畿クラブスフィーダ （通算ポイント：21） | 3 - 0 (25-21) (25-19) (25-21) | 東京トヨペット・グリーンスパークル （通算ポイント：0） | 生駒市民体育館 観客数: 150人 主審: 岡田崇 副審: 中口岳 |
| #749 | 2018年1月20日 13:00 |                                           |                               |                                                        | 生駒市民体育館 観客数: 150人 主審: 岡田崇 副審: 中口岳 |

| #750 | 2018年1月20日 15:05 |                                          |                                               |                                      |                                                              |
| #750 | 2018年1月20日 15:05 | 奈良NBKドリーマーズ （通算ポイント：12） | 2 - 3 (25-22) (21-25) (25-20) (15-25) (13-15) | 兵庫デルフィーノ （通算ポイント：9） | 生駒市民体育館 観客数: 200人 主審: 上土谷政高 副審: 宮田裕記 |
| #750 | 2018年1月20日 15:05 |                                          |                                               |                                      | 生駒市民体育館 観客数: 200人 主審: 上土谷政高 副審: 宮田裕記 |

| #751 | 2018年1月21日 12:00 |                                     |                                       |                                       |                                                              |
| #751 | 2018年1月21日 12:00 | 東京ヴェルディ （通算ポイント：14） | 1 - 3 (26-28) (23-25) (25-20) (22-25) | ヴィアティン三重 （通算ポイント：22） | 東川小学校体育館 観客数: 320人 主審: 小瀧健二 副審: 川崎尚子 |
| #751 | 2018年1月21日 12:00 |                                     |                                       |                                       | 東川小学校体育館 観客数: 320人 主審: 小瀧健二 副審: 川崎尚子 |

| #752 | 2018年1月21日 14:45 |                                       |                               |                                 |                                                              |
| #752 | 2018年1月21日 14:45 | ヴォレアス北海道 （通算ポイント：28） | 3 - 0 (25-17) (25-18) (25-19) | 千葉ゼルバ （通算ポイント：15） | 東川小学校体育館 観客数: 787人 主審: 浜野陽一 副審: 大塚健之 |
| #752 | 2018年1月21日 14:45 |                                       |                               |                                 | 東川小学校体育館 観客数: 787人 主審: 浜野陽一 副審: 大塚健之 |

| #753 | 2018年1月21日 12:00 |                                       |                                       |                                                        |                                                        |
| #753 | 2018年1月21日 12:00 | 兵庫デルフィーノ （通算ポイント：12） | 3 - 1 (25-17) (25-19) (22-25) (25-20) | 東京トヨペット・グリーンスパークル （通算ポイント：0） | 生駒市民体育館 観客数: 170人 主審: 中口岳 副審: 岡田崇 |
| #753 | 2018年1月21日 12:00 |                                       |                                       |                                                        | 生駒市民体育館 観客数: 170人 主審: 中口岳 副審: 岡田崇 |

| #754 | 2018年1月21日 14:30 |                                          |                                       |                                 |                                                              |
| #754 | 2018年1月21日 14:30 | 奈良NBKドリーマーズ （通算ポイント：12） | 1 - 3 (27-25) (23-25) (15-25) (19-25) | 長野GaRons （通算ポイント：14） | 生駒市民体育館 観客数: 220人 主審: 上土谷政高 副審: 竹川貴之 |
| #754 | 2018年1月21日 14:30 |                                          |                                       |                                 | 生駒市民体育館 観客数: 220人 主審: 上土谷政高 副審: 竹川貴之 |

| #755 | 2018年1月27日 10:00 |                                           |                               |                                       |                                                                  |
| #755 | 2018年1月27日 10:00 | 近畿クラブスフィーダ （通算ポイント：24） | 3 - 0 (25-19) (29-27) (28-26) | ヴィアティン三重 （通算ポイント：22） | 和歌山ビックウエーブ 観客数: 257人 主審: 上土谷政高 副審: 新川薫 |
| #755 | 2018年1月27日 10:00 |                                           |                               |                                       | 和歌山ビックウエーブ 観客数: 257人 主審: 上土谷政高 副審: 新川薫 |

| #756 | 2018年1月27日 12:00 |                                          |                                       |                                                        |                                                                  |
| #756 | 2018年1月27日 12:00 | 奈良NBKドリーマーズ （通算ポイント：15） | 3 - 1 (29-31) (25-21) (25-23) (25-19) | 東京トヨペット・グリーンスパークル （通算ポイント：0） | 和歌山ビックウエーブ 観客数: 229人 主審: 佐伯昌昭 副審: 丸山健一 |
| #756 | 2018年1月27日 12:00 |                                          |                                       |                                                        | 和歌山ビックウエーブ 観客数: 229人 主審: 佐伯昌昭 副審: 丸山健一 |

| #757 | 2018年1月27日 14:30 |                                                   |                                       |                                       |                                                                  |
| #757 | 2018年1月27日 14:30 | きんでんトリニティーブリッツ （通算ポイント：27） | 3 - 1 (26-24) (25-16) (20-25) (25-23) | ヴォレアス北海道 （通算ポイント：28） | 和歌山ビックウエーブ 観客数: 285人 主審: 藤木博文 副審: 松本久彦 |
| #757 | 2018年1月27日 14:30 |                                                   |                                       |                                       | 和歌山ビックウエーブ 観客数: 285人 主審: 藤木博文 副審: 松本久彦 |

| #758 | 2018年1月27日 13:00 |                                     |                               |                                 |                                                                |
| #758 | 2018年1月27日 13:00 | 東京ヴェルディ （通算ポイント：17） | 3 - 0 (27-25) (25-21) (25-15) | 長野GaRons （通算ポイント：14） | 猪名川町文化体育館 観客数: 100人 主審: 長堂篤史 副審: 竹見聖司 |
| #758 | 2018年1月27日 13:00 |                                     |                               |                                 | 猪名川町文化体育館 観客数: 100人 主審: 長堂篤史 副審: 竹見聖司 |

| #759 | 2018年1月27日 15:00 |                                       |                                              |                                 |                                                                |
| #759 | 2018年1月27日 15:00 | 兵庫デルフィーノ （通算ポイント：13） | 2 - 3 (25-17) (19-25) (27-29) (25-18) (9-15) | 千葉ゼルバ （通算ポイント：17） | 猪名川町文化体育館 観客数: 110人 主審: 弘中秀治 副審: 清水弘也 |
| #759 | 2018年1月27日 15:00 |                                       |                                              |                                 | 猪名川町文化体育館 観客数: 110人 主審: 弘中秀治 副審: 清水弘也 |

| #760 | 2018年1月28日 12:00 |                                                   |                                               |                                           |                                                                    |
| #760 | 2018年1月28日 12:00 | きんでんトリニティーブリッツ （通算ポイント：28） | 2 - 3 (25-19) (23-25) (25-21) (17-25) (13-15) | 近畿クラブスフィーダ （通算ポイント：26） | 和歌山ビックウエーブ 観客数: 258人 主審: 上土谷政高 副審: 丸山健一 |
| #760 | 2018年1月28日 12:00 |                                                   |                                               |                                           | 和歌山ビックウエーブ 観客数: 258人 主審: 上土谷政高 副審: 丸山健一 |

| #761 | 2018年1月28日 14:40 |                                          |                                       |                                       |                                                                  |
| #761 | 2018年1月28日 14:40 | 奈良NBKドリーマーズ （通算ポイント：15） | 1 - 3 (25-19) (13-25) (22-25) (20-25) | ヴィアティン三重 （通算ポイント：25） | 和歌山ビックウエーブ 観客数: 165人 主審: 佐伯昌昭 副審: 田中崇博 |
| #761 | 2018年1月28日 14:40 |                                          |                                       |                                       | 和歌山ビックウエーブ 観客数: 165人 主審: 佐伯昌昭 副審: 田中崇博 |

| #762 | 2018年1月28日 12:00 |                                 |                               |                                 |                                                |
| #762 | 2018年1月28日 12:00 | 長野GaRons （通算ポイント：17） | 3 - 0 (25-23) (25-20) (27-25) | 千葉ゼルバ （通算ポイント：17） | 猪名川町文化体育館 観客数: 90人 主審: 長堂篤史 |
| #762 | 2018年1月28日 12:00 |                                 |                               |                                 | 猪名川町文化体育館 観客数: 90人 主審: 長堂篤史 |

| #763 | 2018年1月28日 14:00 |                                       |                               |                                     |                                                                |
| #763 | 2018年1月28日 14:00 | 兵庫デルフィーノ （通算ポイント：13） | 1 - 3 (19-25) (25-16) (22-25) | 東京ヴェルディ （通算ポイント：20） | 猪名川町文化体育館 観客数: 100人 主審: 弘中秀治 副審: 清水弘也 |
| #763 | 2018年1月28日 14:00 |                                       |                               |                                     | 猪名川町文化体育館 観客数: 100人 主審: 弘中秀治 副審: 清水弘也 |

| #764 | 2018年2月3日 11:00 |                                       |                               |                                       |                                                              |
| #764 | 2018年2月3日 11:00 | 兵庫デルフィーノ （通算ポイント：13） | 0 - 3 (23-25) (20-25) (23-25) | ヴィアティン三重 （通算ポイント：28） | 葛飾区総合体育館 観客数: 188人 主審: 慈眼雅啓 副審: 金廣祐介 |
| #764 | 2018年2月3日 11:00 |                                       |                               |                                       | 葛飾区総合体育館 観客数: 188人 主審: 慈眼雅啓 副審: 金廣祐介 |

| #765 | 2018年2月3日 13:00 |                                 |                                       |                                          |                                                          |
| #765 | 2018年2月3日 13:00 | 千葉ゼルバ （通算ポイント：20） | 3 - 1 (25-21) (27-25) (12-25) (25-20) | 奈良NBKドリーマーズ （通算ポイント：15） | 葛飾区総合体育館 観客数: 175人 主審: 仲博史 副審: 高野修 |
| #765 | 2018年2月3日 13:00 |                                 |                                       |                                          | 葛飾区総合体育館 観客数: 175人 主審: 仲博史 副審: 高野修 |

| #766 | 2018年2月3日 15:15 |                                                        |                                       |                                                   |                                                            |
| #766 | 2018年2月3日 15:15 | 東京トヨペット・グリーンスパークル （通算ポイント：0） | 1 - 3 (22-25) (15-25) (25-18) (21-25) | きんでんトリニティーブリッツ （通算ポイント：31） | 葛飾区総合体育館 観客数: 215人 主審: 松延亮一 副審: 平泉淳 |
| #766 | 2018年2月3日 15:15 |                                                        |                                       |                                                   | 葛飾区総合体育館 観客数: 215人 主審: 松延亮一 副審: 平泉淳 |

| #767 | 2018年2月3日 13:00 |                                     |                                       |                                           |                                                            |
| #767 | 2018年2月3日 13:00 | 東京ヴェルディ （通算ポイント：20） | 1 - 3 (17-25) (30-28) (19-25) (18-25) | 近畿クラブスフィーダ （通算ポイント：29） | 須坂市市民体育館 観客数: 300人 主審: 木下智宏 副審: 林康彦 |
| #767 | 2018年2月3日 13:00 |                                     |                                       |                                           | 須坂市市民体育館 観客数: 300人 主審: 木下智宏 副審: 林康彦 |

| #768 | 2018年2月3日 15:40 |                                 |                                       |                                       |                                                              |
| #768 | 2018年2月3日 15:40 | 長野GaRons （通算ポイント：20） | 3 - 1 (21-25) (25-15) (25-23) (25-21) | ヴォレアス北海道 （通算ポイント：28） | 須坂市市民体育館 観客数: 640人 主審: 新田浩幸 副審: 待井広光 |
| #768 | 2018年2月3日 15:40 |                                 |                                       |                                       | 須坂市市民体育館 観客数: 640人 主審: 新田浩幸 副審: 待井広光 |

| #769 | 2018年2月4日 12:00 |                                                   |                               |                                 |                                                              |
| #769 | 2018年2月4日 12:00 | きんでんトリニティーブリッツ （通算ポイント：34） | 3 - 1 (27-29) (25-21) (25-23) | 千葉ゼルバ （通算ポイント：20） | 葛飾区総合体育館 観客数: 173人 主審: 中西幸治 副審: 大井悠矢 |
| #769 | 2018年2月4日 12:00 |                                                   |                               |                                 | 葛飾区総合体育館 観客数: 173人 主審: 中西幸治 副審: 大井悠矢 |

| #770 | 2018年2月4日 14:40 |                                                        |                                       |                                       |                                                              |
| #770 | 2018年2月4日 14:40 | 東京トヨペット・グリーンスパークル （通算ポイント：0） | 1 - 3 (22-25) (20-25) (25-22) (15-25) | ヴィアティン三重 （通算ポイント：31） | 葛飾区総合体育館 観客数: 186人 主審: 松延亮一 副審: 勝又禎蔵 |
| #770 | 2018年2月4日 14:40 |                                                        |                                       |                                       | 葛飾区総合体育館 観客数: 186人 主審: 松延亮一 副審: 勝又禎蔵 |

| #771 | 2018年2月4日 12:00 |                                     |                                       |                                       |                                                            |
| #771 | 2018年2月4日 12:00 | 東京ヴェルディ （通算ポイント：20） | 1 - 3 (23-25) (18-25) (25-20) (21-25) | ヴォレアス北海道 （通算ポイント：31） | 須坂市市民体育館 観客数: 350人 主審: 木下智宏 副審: 林康彦 |
| #771 | 2018年2月4日 12:00 |                                     |                                       |                                       | 須坂市市民体育館 観客数: 350人 主審: 木下智宏 副審: 林康彦 |

| #772 | 2018年2月4日 14:30 |                                 |                               |                                           |                                                              |
| #772 | 2018年2月4日 14:30 | 長野GaRons （通算ポイント：20） | 0 - 3 (18-25) (25-27) (18-25) | 近畿クラブスフィーダ （通算ポイント：32） | 須坂市市民体育館 観客数: 570人 主審: 新田浩幸 副審: 待井広光 |
| #772 | 2018年2月4日 14:30 |                                 |                               |                                           | 須坂市市民体育館 観客数: 570人 主審: 新田浩幸 副審: 待井広光 |

| #773 | 2018年2月17日 13:00 |                                           |                               |                                       |                                                       |
| #773 | 2018年2月17日 13:00 | 近畿クラブスフィーダ （通算ポイント：32） | 1 - 3 (25-23) (23-25) (19-25) | ヴォレアス北海道 （通算ポイント：34） | JFE体育館 観客数: 170人 主審: 藤原信一 副審: 山内大右 |
| #773 | 2018年2月17日 13:00 |                                           |                               |                                       | JFE体育館 観客数: 170人 主審: 藤原信一 副審: 山内大右 |

| #774 | 2018年2月17日 15:25 |                                 |                                       |                                                        |                                                         |
| #774 | 2018年2月17日 15:25 | 千葉ゼルバ （通算ポイント：23） | 3 - 1 (23-25) (25-21) (25-17) (25-20) | 東京トヨペット・グリーンスパークル （通算ポイント：0） | JFE体育館 観客数: 250人 主審: 早坂行博 副審: 赤鳥健太郎 |
| #774 | 2018年2月17日 15:25 |                                 |                                       |                                                        | JFE体育館 観客数: 250人 主審: 早坂行博 副審: 赤鳥健太郎 |

| #775 | 2018年2月17日 11:00 |                                                   |                       |                                       |                                                          |
| #775 | 2018年2月17日 11:00 | きんでんトリニティーブリッツ （通算ポイント：37） | 3 - 0 (25-22) (25-19) | 兵庫デルフィーノ （通算ポイント：13） | 斑鳩町中央体育館 観客数: 200人 主審: 岡田崇 副審: 澤賢治 |
| #775 | 2018年2月17日 11:00 |                                                   |                       |                                       | 斑鳩町中央体育館 観客数: 200人 主審: 岡田崇 副審: 澤賢治 |

| #776 | 2018年2月17日 13:00 |                                 |                               |                                       |                                                                |
| #776 | 2018年2月17日 13:00 | 長野GaRons （通算ポイント：20） | 0 - 3 (24-26) (20-25) (21-25) | ヴィアティン三重 （通算ポイント：34） | 斑鳩町中央体育館 観客数: 250人 主審: 上村英紀 副審: 宇都宮弘和 |
| #776 | 2018年2月17日 13:00 |                                 |                               |                                       | 斑鳩町中央体育館 観客数: 250人 主審: 上村英紀 副審: 宇都宮弘和 |

| #777 | 2018年2月17日 15:00 |                                          |                                       |                                     |                                                              |
| #777 | 2018年2月17日 15:00 | 奈良NBKドリーマーズ （通算ポイント：15） | 1 - 3 (20-25) (19-25) (31-29) (16-25) | 東京ヴェルディ （通算ポイント：23） | 斑鳩町中央体育館 観客数: 280人 主審: 上土谷政高 副審: 澤賢治 |
| #777 | 2018年2月17日 15:00 |                                          |                                       |                                     | 斑鳩町中央体育館 観客数: 280人 主審: 上土谷政高 副審: 澤賢治 |

| #778 | 2018年2月18日 12:00 |                                                        |                               |                                       |                                                       |
| #778 | 2018年2月18日 12:00 | 東京トヨペット・グリーンスパークル （通算ポイント：0） | 0 - 3 (12-25) (13-25) (18-25) | ヴォレアス北海道 （通算ポイント：37） | JFE体育館 観客数: 130人 主審: 藤原信一 副審: 山内大右 |
| #778 | 2018年2月18日 12:00 |                                                        |                               |                                       | JFE体育館 観客数: 130人 主審: 藤原信一 副審: 山内大右 |

| #779 | 2018年2月18日 14:00 |                                 |                                               |                                           |                                                         |
| #779 | 2018年2月18日 14:00 | 千葉ゼルバ （通算ポイント：25） | 3 - 2 (25-23) (16-25) (25-20) (24-26) (18-16) | 近畿クラブスフィーダ （通算ポイント：33） | JFE体育館 観客数: 220人 主審: 早坂行博 副審: 小田川倫之 |
| #779 | 2018年2月18日 14:00 |                                 |                                               |                                           | JFE体育館 観客数: 220人 主審: 早坂行博 副審: 小田川倫之 |

| #780 | 2018年2月18日 12:00 |                                 |                                       |                                       |                                                          |
| #780 | 2018年2月18日 12:00 | 長野GaRons （通算ポイント：23） | 3 - 1 (23-25) (25-22) (25-15) (25-17) | 兵庫デルフィーノ （通算ポイント：13） | 斑鳩町中央体育館 観客数: 200人 主審: 中口岳 副審: 岡田崇 |
| #780 | 2018年2月18日 12:00 |                                 |                                       |                                       | 斑鳩町中央体育館 観客数: 200人 主審: 中口岳 副審: 岡田崇 |

| #781 | 2018年2月18日 14:30 |                                          |                               |                                                   |                                                                |
| #781 | 2018年2月18日 14:30 | 奈良NBKドリーマーズ （通算ポイント：15） | 0 - 3 (23-25) (22-25) (16-25) | きんでんトリニティーブリッツ （通算ポイント：40） | 斑鳩町中央体育館 観客数: 300人 主審: 上土谷政高 副審: 竹川貴之 |
| #781 | 2018年2月18日 14:30 |                                          |                               |                                                   | 斑鳩町中央体育館 観客数: 300人 主審: 上土谷政高 副審: 竹川貴之 |

| #782 | 2018年2月24日 14:30 |                                           |                               |                                          |                                                              |
| #782 | 2018年2月24日 14:30 | 近畿クラブスフィーダ （通算ポイント：33） | 0 - 3 (17-25) (37-39) (21-25) | 奈良NBKドリーマーズ （通算ポイント：18） | 旭川市総合体育館 観客数: 631人 主審: 上総向貴 副審: 坂本雅春 |
| #782 | 2018年2月24日 14:30 |                                           |                               |                                          | 旭川市総合体育館 観客数: 631人 主審: 上総向貴 副審: 坂本雅春 |

| #783 | 2018年2月24日 17:00 |                                       |                               |                                       |                                                              |
| #783 | 2018年2月24日 17:00 | ヴォレアス北海道 （通算ポイント：40） | 3 - 0 (25-13) (25-21) (25-19) | 兵庫デルフィーノ （通算ポイント：13） | 旭川市総合体育館 観客数: 862人 主審: 慈眼雅啓 副審: 佐藤美里 |
| #783 | 2018年2月24日 17:00 |                                       |                               |                                       | 旭川市総合体育館 観客数: 862人 主審: 慈眼雅啓 副審: 佐藤美里 |

| #784 | 2018年2月24日 11:00 |                                                   |                                       |                                 |                                                            |
| #784 | 2018年2月24日 11:00 | きんでんトリニティーブリッツ （通算ポイント：43） | 3 - 1 (25-23) (25-19) (24-26) (25-23) | 長野GaRons （通算ポイント：23） | 稲城市総合体育館 観客数: 152人 主審: 関野智史 副審: 山下亮 |
| #784 | 2018年2月24日 11:00 |                                                   |                                       |                                 | 稲城市総合体育館 観客数: 152人 主審: 関野智史 副審: 山下亮 |

| #785 | 2018年2月24日 13:20 |                                 |                                       |                                       |                                                              |
| #785 | 2018年2月24日 13:20 | 千葉ゼルバ （通算ポイント：28） | 3 - 1 (25-27) (25-20) (27-25) (25-22) | ヴィアティン三重 （通算ポイント：34） | 稲城市総合体育館 観客数: 233人 主審: 赤川孝義 副審: 饗庭和恵 |
| #785 | 2018年2月24日 13:20 |                                 |                                       |                                       | 稲城市総合体育館 観客数: 233人 主審: 赤川孝義 副審: 饗庭和恵 |

| #786 | 2018年2月24日 15:45 |                                     |                                       |                                                        |                                                          |
| #786 | 2018年2月24日 15:45 | 東京ヴェルディ （通算ポイント：26） | 3 - 1 (26-24) (25-20) (18-25) (25-17) | 東京トヨペット・グリーンスパークル （通算ポイント：0） | 稲城市総合体育館 観客数: 238人 主審: 伊藤薫 副審: 平泉淳 |
| #786 | 2018年2月24日 15:45 |                                     |                                       |                                                        | 稲城市総合体育館 観客数: 238人 主審: 伊藤薫 副審: 平泉淳 |

| #787 | 2018年2月25日 11:00 |                                           |                                       |                                       |                                                              |
| #787 | 2018年2月25日 11:00 | 近畿クラブスフィーダ （通算ポイント：36） | 3 - 1 (25-21) (25-17) (19-25) (25-22) | 兵庫デルフィーノ （通算ポイント：13） | 旭川市総合体育館 観客数: 706人 主審: 坂本雅春 副審: 佐藤美里 |
| #787 | 2018年2月25日 11:00 |                                           |                                       |                                       | 旭川市総合体育館 観客数: 706人 主審: 坂本雅春 副審: 佐藤美里 |

| #788 | 2018年2月25日 13:25 |                                       |                               |                                          |                                                                |
| #788 | 2018年2月25日 13:25 | ヴォレアス北海道 （通算ポイント：43） | 3 - 0 (25-19) (25-20) (25-18) | 奈良NBKドリーマーズ （通算ポイント：18） | 旭川市総合体育館 観客数: 1,236人 主審: 慈眼雅啓 副審: 上総向貴 |
| #788 | 2018年2月25日 13:25 |                                       |                               |                                          | 旭川市総合体育館 観客数: 1,236人 主審: 慈眼雅啓 副審: 上総向貴 |

| #789 | 2018年2月25日 12:00 |                                 |                                               |                                                        |                                                            |
| #789 | 2018年2月25日 12:00 | 長野GaRons （通算ポイント：25） | 3 - 2 (19-25) (27-29) (25-19) (25-22) (15-11) | 東京トヨペット・グリーンスパークル （通算ポイント：1） | 稲城市総合体育館 観客数: 210人 主審: 伊藤薫 副審: 江藤幸恵 |
| #789 | 2018年2月25日 12:00 |                                 |                                               |                                                        | 稲城市総合体育館 観客数: 210人 主審: 伊藤薫 副審: 江藤幸恵 |

| #790 | 2018年2月25日 14:35 |                                     |                                       |                                                   |                                                              |
| #790 | 2018年2月25日 14:35 | 東京ヴェルディ （通算ポイント：29） | 3 - 1 (25-23) (22-25) (25-23) (25-21) | きんでんトリニティーブリッツ （通算ポイント：43） | 稲城市総合体育館 観客数: 250人 主審: 赤川孝義 副審: 勝又禎蔵 |
| #790 | 2018年2月25日 14:35 |                                     |                                       |                                                   | 稲城市総合体育館 観客数: 250人 主審: 赤川孝義 副審: 勝又禎蔵 |

### 最終結果
| 順位   | チーム名                           | 試合数 | 勝点 | 勝数 | 敗数 | 勝率  | 得セット | 失セット | セット率 | 備考   |
| ------ | ---------------------------------- | ------ | ---- | ---- | ---- | ----- | -------- | -------- | -------- | ------ |
| 優勝   | ヴォレアス北海道                   | 18     | 43   | 15   | 3    | 0.833 | 49       | 18       | 2.722    | 初優勝 |
| 準優勝 | きんでんトリニティーブリッツ       | 18     | 43   | 14   | 4    | 0.778 | 47       | 20       | 2.350    |        |
| 3      | 近畿クラブスフィーダ               | 18     | 36   | 12   | 6    | 0.667 | 42       | 26       | 1.615    |        |
| 4      | ヴィアティン三重                   | 18     | 34   | 11   | 7    | 0.611 | 41       | 29       | 1.414    |        |
| 5      | 東京ヴェルディ                     | 18     | 29   | 10   | 8    | 0.556 | 36       | 32       | 1.125    |        |
| 6      | 千葉ゼルバ                         | 18     | 28   | 10   | 8    | 0.556 | 36       | 37       | 0.973    |        |
| 7      | 長野GaRons                         | 18     | 25   | 9    | 9    | 0.500 | 30       | 35       | 0.857    |        |
| 8      | 奈良NBKドリーマーズ                | 18     | 18   | 5    | 13   | 0.278 | 26       | 42       | 0.619    |        |
| 9      | 兵庫デルフィーノ                   | 18     | 13   | 4    | 14   | 0.222 | 21       | 47       | 0.447    |        |
| 10     | 東京トヨペット・グリーンスパークル | 18     | 1    | 0    | 18   | 0.000 | 12       | 54       | 0.222    |        |

### 個人賞
| No. | 賞名             | 受賞者     | 所属チーム | 備考                |
| --- | ---------------- | ---------- | ---------- | ------------------- |
| 1   | 最高殊勲選手賞   | 陳建禎     | 北海道     |                     |
| 2   | 敢闘賞           | 和治裕太   | きんでん   |                     |
| 3   | 最優秀新人賞     | 和治裕太   | きんでん   |                     |
| 4   | 得点王           | 陳建禎     | 北海道     | 総得点=348点        |
| 5   | スパイク賞       | 陳建禎     | 北海道     | 決定率=58.2%        |
| 6   | ブロック賞       | 中野壮一朗 | 千葉       | 決定本数=1.03本/set |
| 7   | サーブ賞         | 納庄皓仁   | 兵庫       | 効果率=18.8%        |
| 8   | サーブレシーブ賞 | 白石啓丈   | 北海道     | 成功率=72.5%        |

## 女子

### 参加チーム
| 前回順位 | チーム名                                     | 備考                         |
| -------- | -------------------------------------------- | ---------------------------- |
| -        | 柏エンゼルクロス                             | V・チャレンジリーグIから降格 |
| 2        | ブレス浜松                                   |                              |
| 3        | 群馬銀行グリーンウイングス                   | 準加盟チーム                 |
| 4        | プレステージ・インターナショナルアランマーレ | 準加盟チーム                 |
| 5        | GSS東京サンビームズ                          |                              |
| 6        | 大阪スーペリアーズ                           | 準加盟チーム                 |

### 1Leg
赤字はホームチーム。
| #801 | 2017年11月4日 13:00 |                                |                                       |                                      |                                                            |
| #801 | 2017年11月4日 13:00 | ブレス浜松 （通算ポイント：0） | 1 - 3 (25-15) (24-26) (15-25) (22-25) | 柏エンゼルクロス （通算ポイント：3） | 浜北総合体育館 観客数: 800人 主審: 根岸怜子 副審: 笠原隆博 |
| #801 | 2017年11月4日 13:00 |                                |                                       |                                      | 浜北総合体育館 観客数: 800人 主審: 根岸怜子 副審: 笠原隆博 |

| #802 | 2017年11月4日 15:35 |                                                |                               |                                         |                                                            |
| #802 | 2017年11月4日 15:35 | 群馬銀行グリーンウイングス （通算ポイント：3） | 3 - 0 (25-18) (25-21) (25-23) | GSS東京サンビームズ （通算ポイント：0） | 浜北総合体育館 観客数: 870人 主審: 佐藤拓男 副審: 芹澤寛樹 |
| #802 | 2017年11月4日 15:35 |                                                |                               |                                         | 浜北総合体育館 観客数: 870人 主審: 佐藤拓男 副審: 芹澤寛樹 |

| #803 | 2017年11月5日 12:00 |                                      |                               |                                                                  |                                                            |
| #803 | 2017年11月5日 12:00 | 柏エンゼルクロス （通算ポイント：6） | 3 - 0 (25-22) (25-23) (25-18) | プレステージ・インターナショナルアランマーレ （通算ポイント：0） | 浜北総合体育館 観客数: 518人 主審: 八木珠希 副審: 小島輝久 |
| #803 | 2017年11月5日 12:00 |                                      |                               |                                                                  | 浜北総合体育館 観客数: 518人 主審: 八木珠希 副審: 小島輝久 |

| #804 | 2017年11月5日 14:10 |                                |                                       |                                         |                                                            |
| #804 | 2017年11月5日 14:10 | ブレス浜松 （通算ポイント：3） | 3 - 1 (20-25) (25-21) (28-26) (25-17) | GSS東京サンビームズ （通算ポイント：0） | 浜北総合体育館 観客数: 753人 主審: 根岸怜子 副審: 笠原瑞恵 |
| #804 | 2017年11月5日 14:10 |                                |                                       |                                         | 浜北総合体育館 観客数: 753人 主審: 根岸怜子 副審: 笠原瑞恵 |

| #805 | 2017年11月11日 13:00 |                                                                  |                               |                                        |                                                              |
| #805 | 2017年11月11日 13:00 | プレステージ・インターナショナルアランマーレ （通算ポイント：3） | 3 - 1 (25-19) (20-25) (26-24) | 大阪スーペリアーズ （通算ポイント：0） | 青山学院大学体育館 観客数: 560人 主審: 饗庭和恵 副審: 平泉淳 |
| #805 | 2017年11月11日 13:00 |                                                                  |                               |                                        | 青山学院大学体育館 観客数: 560人 主審: 饗庭和恵 副審: 平泉淳 |

| #806 | 2017年11月11日 15:40 |                                         |                               |                                      |                                                                  |
| #806 | 2017年11月11日 15:40 | GSS東京サンビームズ （通算ポイント：0） | 0 - 3 (15-25) (21-25) (20-25) | 柏エンゼルクロス （通算ポイント：9） | 青山学院大学体育館 観客数: 350人 主審: 津嶋由香 副審: 有村公美子 |
| #806 | 2017年11月11日 15:40 |                                         |                               |                                      | 青山学院大学体育館 観客数: 350人 主審: 津嶋由香 副審: 有村公美子 |

| #807 | 2017年11月12日 12:00 |                                       |                                               |                                                |                                                                  |
| #807 | 2017年11月12日 12:00 | 柏エンゼルクロス （通算ポイント：10） | 2 - 3 (23-25) (25-23) (22-25) (25-23) (11-15) | 群馬銀行グリーンウイングス （通算ポイント：5） | 青山学院大学体育館 観客数: 400人 主審: 有村公美子 副審: 及川千春 |
| #807 | 2017年11月12日 12:00 |                                       |                                               |                                                | 青山学院大学体育館 観客数: 400人 主審: 有村公美子 副審: 及川千春 |

| #808 | 2017年11月12日 15:10 |                                         |                       |                                        |                                                                |
| #808 | 2017年11月12日 15:10 | GSS東京サンビームズ （通算ポイント：3） | 3 - 0 (31-29) (25-17) | 大阪スーペリアーズ （通算ポイント：0） | 青山学院大学体育館 観客数: 310人 主審: 津嶋由香 副審: 江藤幸恵 |
| #808 | 2017年11月12日 15:10 |                                         |                       |                                        | 青山学院大学体育館 観客数: 310人 主審: 津嶋由香 副審: 江藤幸恵 |

| #809 | 2017年11月18日 13:00 |                                                |                               |                                        |                                                                |
| #809 | 2017年11月18日 13:00 | 群馬銀行グリーンウイングス （通算ポイント：8） | 3 - 0 (25-20) (25-19) (25-15) | 大阪スーペリアーズ （通算ポイント：0） | 酒田市国体記念体育館 観客数: 610人 主審: 伊藤薫 副審: 伊藤岳人 |
| #809 | 2017年11月18日 13:00 |                                                |                               |                                        | 酒田市国体記念体育館 観客数: 610人 主審: 伊藤薫 副審: 伊藤岳人 |

| #810 | 2017年11月18日 15:10 |                                                                  |                                       |                                |                                                                  |
| #810 | 2017年11月18日 15:10 | プレステージ・インターナショナルアランマーレ （通算ポイント：3） | 1 - 3 (25-21) (16-25) (20-25) (12-25) | ブレス浜松 （通算ポイント：6） | 酒田市国体記念体育館 観客数: 810人 主審: 津嶋由香 副審: 斎藤隆介 |
| #810 | 2017年11月18日 15:10 |                                                                  |                                       |                                | 酒田市国体記念体育館 観客数: 810人 主審: 津嶋由香 副審: 斎藤隆介 |

| #811 | 2017年11月19日 12:00 |                                |                       |                                        |                                                                |
| #811 | 2017年11月19日 12:00 | ブレス浜松 （通算ポイント：9） | 3 - 0 (25-22) (25-13) | 大阪スーペリアーズ （通算ポイント：0） | 酒田市国体記念体育館 観客数: 405人 主審: 伊藤薫 副審: 伊藤岳人 |
| #811 | 2017年11月19日 12:00 |                                |                       |                                        | 酒田市国体記念体育館 観客数: 405人 主審: 伊藤薫 副審: 伊藤岳人 |

| #812 | 2017年11月19日 14:00 |                                                                  |                                               |                                                 |                                                                  |
| #812 | 2017年11月19日 14:00 | プレステージ・インターナショナルアランマーレ （通算ポイント：4） | 2 - 3 (25-23) (16-25) (14-25) (25-23) (15-17) | 群馬銀行グリーンウイングス （通算ポイント：10） | 酒田市国体記念体育館 観客数: 809人 主審: 津嶋由香 副審: 斎藤隆介 |
| #812 | 2017年11月19日 14:00 |                                                                  |                                               |                                                 | 酒田市国体記念体育館 観客数: 809人 主審: 津嶋由香 副審: 斎藤隆介 |

| #813 | 2017年11月25日 13:00 |                                       |                               |                                        |                                                              |
| #813 | 2017年11月25日 13:00 | 柏エンゼルクロス （通算ポイント：13） | 3 - 0 (25-18) (25-14) (25-19) | 大阪スーペリアーズ （通算ポイント：0） | 柏市中央体育館 観客数: 218人 主審: 中西幸治 副審: 小田川倫之 |
| #813 | 2017年11月25日 13:00 |                                       |                               |                                        | 柏市中央体育館 観客数: 218人 主審: 中西幸治 副審: 小田川倫之 |

| #814 | 2017年11月25日 13:00 |                                                                  |                                       |                                         |                                                              |
| #814 | 2017年11月25日 13:00 | プレステージ・インターナショナルアランマーレ （通算ポイント：7） | 3 - 1 (25-20) (22-25) (25-19) (25-18) | GSS東京サンビームズ （通算ポイント：3） | 高崎市浜川体育館 観客数: 301人 主審: 山本貴彦 副審: 関根良太 |
| #814 | 2017年11月25日 13:00 |                                                                  |                                       |                                         | 高崎市浜川体育館 観客数: 301人 主審: 山本貴彦 副審: 関根良太 |

| #815 | 2017年11月25日 15:40 |                                                 |                               |                                |                                                            |
| #815 | 2017年11月25日 15:40 | 群馬銀行グリーンウイングス （通算ポイント：13） | 3 - 0 (25-16) (25-23) (25-16) | ブレス浜松 （通算ポイント：9） | 高崎市浜川体育館 観客数: 371人 主審: 伊藤薫 副審: 高橋美子 |
| #815 | 2017年11月25日 15:40 |                                                 |                               |                                | 高崎市浜川体育館 観客数: 371人 主審: 伊藤薫 副審: 高橋美子 |

| #816 | 2017年11月26日 13:00 |                                       |                                       |                                                                  |                                                            |
| #816 | 2017年11月26日 13:00 | 柏エンゼルクロス （通算ポイント：16） | 3 - 1 (16-25) (25-22) (25-20) (28-26) | プレステージ・インターナショナルアランマーレ （通算ポイント：7） | 柏市中央体育館 観客数: 331人 主審: 中西幸治 副審: 藤原信一 |
| #816 | 2017年11月26日 13:00 |                                       |                                       |                                                                  | 柏市中央体育館 観客数: 331人 主審: 中西幸治 副審: 藤原信一 |

| #817 | 2017年11月26日 12:00 |                                |                       |                                         |                                                                |
| #817 | 2017年11月26日 12:00 | ブレス浜松 （通算ポイント：9） | 0 - 3 (20-25) (19-25) | GSS東京サンビームズ （通算ポイント：6） | 高崎市浜川体育館 観客数: 359人 主審: 井野口智洋 副審: 石井亮嗣 |
| #817 | 2017年11月26日 12:00 |                                |                       |                                         | 高崎市浜川体育館 観客数: 359人 主審: 井野口智洋 副審: 石井亮嗣 |

| #818 | 2017年11月26日 14:10 |                                                 |                                       |                                        |                                                              |
| #818 | 2017年11月26日 14:10 | 群馬銀行グリーンウイングス （通算ポイント：16） | 3 - 1 (25-15) (18-25) (25-11) (25-23) | 大阪スーペリアーズ （通算ポイント：0） | 高崎市浜川体育館 観客数: 1,028人 主審: 伊藤薫 副審: 脇坂克伸 |
| #818 | 2017年11月26日 14:10 |                                                 |                                       |                                        | 高崎市浜川体育館 観客数: 1,028人 主審: 伊藤薫 副審: 脇坂克伸 |

### 2Leg
赤字はホームチーム。
| #819 | 2017年12月2日 13:00 |                                 |                                               |                                                                  |                                                                 |
| #819 | 2017年12月2日 13:00 | ブレス浜松 （通算ポイント：10） | 2 - 3 (18-25) (23-25) (25-20) (25-18) (15-12) | プレステージ・インターナショナルアランマーレ （通算ポイント：9） | 府民共済SUPERアリーナ 観客数: 250人 主審: 沢田元 副審: 川合加織 |
| #819 | 2017年12月2日 13:00 |                                 |                                               |                                                                  | 府民共済SUPERアリーナ 観客数: 250人 主審: 沢田元 副審: 川合加織 |

| #820 | 2017年12月2日 15:45 |                                        |                       |                                       |                                                                   |
| #820 | 2017年12月2日 15:45 | 大阪スーペリアーズ （通算ポイント：0） | 0 - 3 (23-25) (22-25) | 柏エンゼルクロス （通算ポイント：19） | 府民共済SUPERアリーナ 観客数: 450人 主審: 内藤聡美 副審: 山尾未来 |
| #820 | 2017年12月2日 15:45 |                                        |                       |                                       | 府民共済SUPERアリーナ 観客数: 450人 主審: 内藤聡美 副審: 山尾未来 |

| #821 | 2017年12月3日 12:00 |                                       |                               |                                 |                                                                     |
| #821 | 2017年12月3日 12:00 | 柏エンゼルクロス （通算ポイント：22） | 3 - 0 (25-17) (25-14) (25-17) | ブレス浜松 （通算ポイント：10） | 府民共済SUPERアリーナ 観客数: 294人 主審: 岩井好恵 副審: 大田黒広道 |
| #821 | 2017年12月3日 12:00 |                                       |                               |                                 | 府民共済SUPERアリーナ 観客数: 294人 主審: 岩井好恵 副審: 大田黒広道 |

| #822 | 2017年12月3日 14:00 |                                        |                               |                                                                   |                                                                   |
| #822 | 2017年12月3日 14:00 | 大阪スーペリアーズ （通算ポイント：0） | 0 - 3 (13-25) (15-25) (18-25) | プレステージ・インターナショナルアランマーレ （通算ポイント：12） | 府民共済SUPERアリーナ 観客数: 670人 主審: 内藤聡美 副審: 山尾未来 |
| #822 | 2017年12月3日 14:00 |                                        |                               |                                                                   | 府民共済SUPERアリーナ 観客数: 670人 主審: 内藤聡美 副審: 山尾未来 |

| #823 | 2017年12月9日 13:00 |                                                 |                                              |                                         |                                                            |
| #823 | 2017年12月9日 13:00 | 群馬銀行グリーンウイングス （通算ポイント：17） | 2 - 3 (25-20) (19-25) (28-26) (23-25) (8-15) | GSS東京サンビームズ （通算ポイント：8） | 浜北総合体育館 観客数: 472人 主審: 片井伴浩 副審: 熊谷充浩 |
| #823 | 2017年12月9日 13:00 |                                                 |                                              |                                         | 浜北総合体育館 観客数: 472人 主審: 片井伴浩 副審: 熊谷充浩 |

| #824 | 2017年12月9日 15:55 |                                 |                               |                                        |                                                              |
| #824 | 2017年12月9日 15:55 | ブレス浜松 （通算ポイント：13） | 3 - 0 (25-11) (25-19) (25-14) | 大阪スーペリアーズ （通算ポイント：0） | 浜北総合体育館 観客数: 809人 主審: 水間絵美 副審: 小野田孝好 |
| #824 | 2017年12月9日 15:55 |                                 |                               |                                        | 浜北総合体育館 観客数: 809人 主審: 水間絵美 副審: 小野田孝好 |

| #825 | 2017年12月10日 12:00 |                                          |                                       |                                        |                                                            |
| #825 | 2017年12月10日 12:00 | GSS東京サンビームズ （通算ポイント：11） | 3 - 1 (19-25) (25-13) (25-22) (25-15) | 大阪スーペリアーズ （通算ポイント：0） | 浜北総合体育館 観客数: 476人 主審: 佐藤拓男 副審: 鈴木健太 |
| #825 | 2017年12月10日 12:00 |                                          |                                       |                                        | 浜北総合体育館 観客数: 476人 主審: 佐藤拓男 副審: 鈴木健太 |

| #826 | 2017年12月10日 14:30 |                                 |                                              |                                                 |                                                            |
| #826 | 2017年12月10日 14:30 | ブレス浜松 （通算ポイント：14） | 2 - 3 (28-26) (25-21) (19-25) (25-27) (8-15) | 群馬銀行グリーンウイングス （通算ポイント：19） | 浜北総合体育館 観客数: 808人 主審: 水間絵美 副審: 竹上利幸 |
| #826 | 2017年12月10日 14:30 |                                 |                                              |                                                 | 浜北総合体育館 観客数: 808人 主審: 水間絵美 副審: 竹上利幸 |

| #827 | 2018年1月13日 13:00 |                                       |                               |                                                 |                                                                  |
| #827 | 2018年1月13日 13:00 | 柏エンゼルクロス （通算ポイント：22） | 0 - 3 (22-25) (18-25) (23-25) | 群馬銀行グリーンウイングス （通算ポイント：22） | 天童市スポーツセンター 観客数: 429人 主審: 伊藤薫 副審: 斎藤隆介 |
| #827 | 2018年1月13日 13:00 |                                       |                               |                                                 | 天童市スポーツセンター 観客数: 429人 主審: 伊藤薫 副審: 斎藤隆介 |

| #828 | 2018年1月13日 15:05 |                                                                   |                                       |                                          |                                                                  |
| #828 | 2018年1月13日 15:05 | プレステージ・インターナショナルアランマーレ （通算ポイント：15） | 3 - 1 (21-25) (25-21) (25-22) (25-21) | GSS東京サンビームズ （通算ポイント：11） | 天童市スポーツセンター 観客数: 648人 主審: 津嶋由香 副審: 渡部修 |
| #828 | 2018年1月13日 15:05 |                                                                   |                                       |                                          | 天童市スポーツセンター 観客数: 648人 主審: 津嶋由香 副審: 渡部修 |

| #829 | 2018年1月14日 12:00 |                                       |                                               |                                          |                                                                  |
| #829 | 2018年1月14日 12:00 | 柏エンゼルクロス （通算ポイント：23） | 2 - 3 (25-21) (19-25) (25-19) (37-39) (11-15) | GSS東京サンビームズ （通算ポイント：13） | 天童市スポーツセンター 観客数: 463人 主審: 伊藤薫 副審: 斎藤隆介 |
| #829 | 2018年1月14日 12:00 |                                       |                                               |                                          | 天童市スポーツセンター 観客数: 463人 主審: 伊藤薫 副審: 斎藤隆介 |

| #830 | 2018年1月14日 15:05 |                                                                   |                                               |                                                 |                                                                  |
| #830 | 2018年1月14日 15:05 | プレステージ・インターナショナルアランマーレ （通算ポイント：16） | 2 - 3 (25-22) (25-23) (22-25) (20-25) (15-17) | 群馬銀行グリーンウイングス （通算ポイント：24） | 天童市スポーツセンター 観客数: 663人 主審: 津嶋由香 副審: 渡部修 |
| #830 | 2018年1月14日 15:05 |                                                                   |                                               |                                                 | 天童市スポーツセンター 観客数: 663人 主審: 津嶋由香 副審: 渡部修 |

| #831 | 2018年1月20日 13:00 |                                       |                                       |                                 |                                                               |
| #831 | 2018年1月20日 13:00 | 柏エンゼルクロス （通算ポイント：26） | 3 - 1 (25-20) (20-25) (25-21) (25-15) | ブレス浜松 （通算ポイント：14） | 箕面市第1総合運動場 観客数: 350人 主審: 沢田元 副審: 山尾未来 |
| #831 | 2018年1月20日 13:00 |                                       |                                       |                                 | 箕面市第1総合運動場 観客数: 350人 主審: 沢田元 副審: 山尾未来 |

| #832 | 2018年1月20日 15:20 |                                        |                               |                                                 |                                                                   |
| #832 | 2018年1月20日 15:20 | 大阪スーペリアーズ （通算ポイント：0） | 0 - 3 (15-25) (13-25) (19-25) | 群馬銀行グリーンウイングス （通算ポイント：27） | 箕面市第1総合運動場 観客数: 400人 主審: 佐藤美里 副審: 西村嘉那子 |
| #832 | 2018年1月20日 15:20 |                                        |                               |                                                 | 箕面市第1総合運動場 観客数: 400人 主審: 佐藤美里 副審: 西村嘉那子 |

### 3Leg
赤字はホームチーム。
| #833 | 2018年1月21日 12:00 |                                 |                               |                                                 |                                                                 |
| #833 | 2018年1月21日 12:00 | ブレス浜松 （通算ポイント：14） | 0 - 3 (16-25) (22-25) (18-25) | 群馬銀行グリーンウイングス （通算ポイント：30） | 箕面市第1総合運動場 観客数: 320人 主審: 岩井好恵 副審: 渡邉恵美 |
| #833 | 2018年1月21日 12:00 |                                 |                               |                                                 | 箕面市第1総合運動場 観客数: 320人 主審: 岩井好恵 副審: 渡邉恵美 |

| #834 | 2018年1月21日 14:00 |                                        |                               |                                          |                                                                 |
| #834 | 2018年1月21日 14:00 | 大阪スーペリアーズ （通算ポイント：0） | 0 - 3 (25-27) (22-25) (19-25) | GSS東京サンビームズ （通算ポイント：16） | 箕面市第1総合運動場 観客数: 430人 主審: 佐藤美里 副審: 川合加織 |
| #834 | 2018年1月21日 14:00 |                                        |                               |                                          | 箕面市第1総合運動場 観客数: 430人 主審: 佐藤美里 副審: 川合加織 |

| #835 | 2018年2月3日 13:00 |                                       |                               |                                        |                                                                  |
| #835 | 2018年2月3日 13:00 | 柏エンゼルクロス （通算ポイント：29） | 3 - 0 (26-24) (25-12) (25-14) | 大阪スーペリアーズ （通算ポイント：0） | ヤマト市民体育館前橋 観客数: 323人 主審: 福本丈啓 副審: 関根良太 |
| #835 | 2018年2月3日 13:00 |                                       |                               |                                        | ヤマト市民体育館前橋 観客数: 323人 主審: 福本丈啓 副審: 関根良太 |

| #836 | 2018年2月3日 15:00 |                                                 |                                       |                                                                   |                                                                      |
| #836 | 2018年2月3日 15:00 | 群馬銀行グリーンウイングス （通算ポイント：33） | 3 - 1 (21-25) (25-23) (25-19) (25-23) | プレステージ・インターナショナルアランマーレ （通算ポイント：16） | ヤマト市民体育館前橋 観客数: 1,334人 主審: 紙井ひとみ 副審: 石井亮嗣 |
| #836 | 2018年2月3日 15:00 |                                                 |                                       |                                                                   | ヤマト市民体育館前橋 観客数: 1,334人 主審: 紙井ひとみ 副審: 石井亮嗣 |

| #837 | 2018年2月4日 12:00 |                                       |                               |                                                                   |                                                                  |
| #837 | 2018年2月4日 12:00 | 柏エンゼルクロス （通算ポイント：32） | 3 - 0 (25-22) (25-18) (29-27) | プレステージ・インターナショナルアランマーレ （通算ポイント：16） | ヤマト市民体育館前橋 観客数: 432人 主審: 脇坂克伸 副審: 山本貴彦 |
| #837 | 2018年2月4日 12:00 |                                       |                               |                                                                   | ヤマト市民体育館前橋 観客数: 432人 主審: 脇坂克伸 副審: 山本貴彦 |

| #838 | 2018年2月4日 14:15 |                                                 |                                       |                                          |                                                                        |
| #838 | 2018年2月4日 14:15 | 群馬銀行グリーンウイングス （通算ポイント：33） | 1 - 3 (25-21) (23-25) (21-25) (13-25) | GSS東京サンビームズ （通算ポイント：19） | ヤマト市民体育館前橋 観客数: 1,325人 主審: 紙井ひとみ 副審: 井野口智洋 |
| #838 | 2018年2月4日 14:15 |                                                 |                                       |                                          | ヤマト市民体育館前橋 観客数: 1,325人 主審: 紙井ひとみ 副審: 井野口智洋 |

| #839 | 2018年2月10日 13:00 |                                                                   |               |                                        |                                                                        |
| #839 | 2018年2月10日 13:00 | プレステージ・インターナショナルアランマーレ （通算ポイント：19） | 3 - 0 (25-17) | 大阪スーペリアーズ （通算ポイント：0） | 江戸川区スポーツセンター 観客数: 245人 主審: 水間絵美 副審: 森山真理子 |
| #839 | 2018年2月10日 13:00 |                                                                   |               |                                        | 江戸川区スポーツセンター 観客数: 245人 主審: 水間絵美 副審: 森山真理子 |

| #840 | 2018年2月10日 15:00 |                                          |                                      |                                 |                                                                      |
| #840 | 2018年2月10日 15:00 | GSS東京サンビームズ （通算ポイント：20） | 2 - 3 (25-22) (11-25) (25-21) (8-15) | ブレス浜松 （通算ポイント：16） | 江戸川区スポーツセンター 観客数: 442人 主審: 根岸怜子 副審: 饗庭和恵 |
| #840 | 2018年2月10日 15:00 |                                          |                                      |                                 | 江戸川区スポーツセンター 観客数: 442人 主審: 根岸怜子 副審: 饗庭和恵 |

| #841 | 2018年2月11日 12:00 |                                 |                               |                                                                   |                                                                      |
| #841 | 2018年2月11日 12:00 | ブレス浜松 （通算ポイント：19） | 3 - 1 (22-25) (25-23) (25-19) | プレステージ・インターナショナルアランマーレ （通算ポイント：19） | 江戸川区スポーツセンター 観客数: 429人 主審: 水間絵美 副審: 江藤幸恵 |
| #841 | 2018年2月11日 12:00 |                                 |                               |                                                                   | 江戸川区スポーツセンター 観客数: 429人 主審: 水間絵美 副審: 江藤幸恵 |

| #842 | 2018年2月11日 14:40 |                                          |                               |                                       |                                                                        |
| #842 | 2018年2月11日 14:40 | GSS東京サンビームズ （通算ポイント：23） | 3 - 0 (25-14) (25-20) (25-21) | 柏エンゼルクロス （通算ポイント：32） | 江戸川区スポーツセンター 観客数: 477人 主審: 根岸怜子 副審: 有村公美子 |
| #842 | 2018年2月11日 14:40 |                                          |                               |                                       | 江戸川区スポーツセンター 観客数: 477人 主審: 根岸怜子 副審: 有村公美子 |

| #843 | 2018年2月17日 11:00 |                                       |                                              |                                                 |                                                              |
| #843 | 2018年2月17日 11:00 | 柏エンゼルクロス （通算ポイント：33） | 2 - 3 (25-19) (18-25) (21-25) (25-21) (8-15) | 群馬銀行グリーンウイングス （通算ポイント：35） | 引佐総合体育館 観客数: 557人 主審: 増岡三佳子 副審: 八木珠希 |
| #843 | 2018年2月17日 11:00 |                                       |                                              |                                                 | 引佐総合体育館 観客数: 557人 主審: 増岡三佳子 副審: 八木珠希 |

| #844 | 2018年2月17日 13:35 |                                                                   |                                              |                                          |                                                            |
| #844 | 2018年2月17日 13:35 | プレステージ・インターナショナルアランマーレ （通算ポイント：20） | 2 - 3 (25-23) (23-25) (18-25) (25-20) (8-15) | GSS東京サンビームズ （通算ポイント：25） | 引佐総合体育館 観客数: 721人 主審: 片井伴浩 副審: 鈴木健太 |
| #844 | 2018年2月17日 13:35 |                                                                   |                                              |                                          | 引佐総合体育館 観客数: 721人 主審: 片井伴浩 副審: 鈴木健太 |

| #845 | 2018年2月17日 16:30 |                                 |                               |                                        |                                                              |
| #845 | 2018年2月17日 16:30 | ブレス浜松 （通算ポイント：22） | 3 - 0 (25-11) (25-14) (25-21) | 大阪スーペリアーズ （通算ポイント：0） | 引佐総合体育館 観客数: 1,073人 主審: 内藤聡美 副審: 佐藤拓男 |
| #845 | 2018年2月17日 16:30 |                                 |                               |                                        | 引佐総合体育館 観客数: 1,073人 主審: 内藤聡美 副審: 佐藤拓男 |

### 最終結果
| 順位   | チーム名                                     | 試合数 | 勝点 | 勝数 | 敗数 | 勝率  | 得セット | 失セット | セット率 | 備考   |
| ------ | -------------------------------------------- | ------ | ---- | ---- | ---- | ----- | -------- | -------- | -------- | ------ |
| 優勝   | 群馬銀行グリーンウイングス                   | 15     | 35   | 13   | 2    | 0.867 | 42       | 18       | 2.333    | 初優勝 |
| 準優勝 | 柏エンゼルクロス                             | 15     | 33   | 10   | 5    | 0.667 | 36       | 18       | 2.000    |        |
| 3      | GSS東京サンビームズ                          | 15     | 25   | 9    | 6    | 0.600 | 32       | 26       | 1.231    |        |
| 4      | ブレス浜松                                   | 15     | 22   | 7    | 8    | 0.467 | 27       | 29       | 0.931    |        |
| 5      | プレステージ・インターナショナルアランマーレ | 15     | 20   | 6    | 9    | 0.400 | 28       | 32       | 0.875    |        |
| 6      | 大阪スーペリアーズ                           | 15     | 0    | 0    | 15   | 0.000 | 3        | 45       | 0.067    |        |

### 個人賞
| No. | 賞名             | 受賞者       | 所属チーム                       | 備考                |
| --- | ---------------- | ------------ | -------------------------------- | ------------------- |
| 1   | 最高殊勲選手賞   | 磯野明日香   | 群馬銀行                         |                     |
| 2   | 敢闘賞           | 田中実季     | 柏                               |                     |
| 3   | 最優秀新人賞     | 江川優貴     | プレステージ・インターナショナル |                     |
| 4   | 得点王           | 江川優貴     | プレステージ・インターナショナル | 総得点=271点        |
| 5   | スパイク賞       | 張心穆意     | GSS                              | 決定率=49.4%        |
| 6   | ブロック賞       | 末代真歩     | 柏                               | 決定本数=0.74本/set |
| 7   | サーブ賞         | 黒木麻衣     | 柏                               | 効果率=18.4%        |
| 8   | サーブレシーブ賞 | 鶴ヶ崎佳寿葉 | 柏                               | 成功率=68.3%        |

## 参考サイト
- 【男子】　2017/18 V･チャレンジリーグII スケジュール（2017.8.1 現在）
- 【女子】　2017/18 V･チャレンジリーグII スケジュール（2017.8.1 現在）